# 南京大学现代工程与应用科学学院
南京大学现代工程与应用科学学院（简称现工院、现工、工院、工学院）是南京大学设立的工程技术学科和自然科学学科相融的应用科学及技术学院。

## 沿革
1952年院系调整中，工学院从南京大学分出；改革开放后，南京大学的工程技术学科开始被逐步恢复。
1988年，南京大学成立技术科学学院，孙钟秀任院长。作为南京大学工程技术领域的学院，其前身是1952年前的南京大学工学院。南京大学技术科学学院科学和技术交叉，理工相融，可以认为是一个建立工程技术学院的过渡。
1993年，闵乃本创立材料科学与工程系并出任系主任。该系下设于技术科学学院中。
2009年底，以材料科学工程系为前身的现代工程与应用科学学院成立。
2012年，光学工程、能源工程、生物医学工程系建立。
2020年9月，位于南京大学仙林校区的现代工程与应用科学学院院楼正式启用。

## 系科组成

### 材料科学与工程系
材料科学与工程系简称材料系，起源于物理与化学学科的交叉，理工融合，是南京大学的新兴系科之一。
- 1990年，在南京大学固体微结构物理实验室和南京大学配位化学实验室两个国家重点实验室的基础上，组建了南京大学材料科学研究所，物理学系教授闵乃本和化学系教授杨昌正任正副所长。
- 1993年，南京大学材料科学与工程系正式成立，闵乃本院士出任系主任，南京大学材料学系设在南京大学技术科学学院内。

### 量子电子学与光学工程系
量子电子学与光学工程系简称光电系。
2012年，量子电子学与光学工程系成立。
2015年，南京大学工程管理学院的光学工程系一部并入工学院的光学工程系。
建系之初，光学工程系的办公室和部分实验室设立于南京大学鼓楼校区的西南楼内；2020年，其主体基本迁至位于仙林校区的新建院楼内。

## 研究成就
- 1998年，准周期光学超晶格的研究取得进展。被中国科技部列为“1998年度中国基础科学研究十大成果”。[4]
- 1999年，“离子型声子晶体的光学性质”研究取得成果。被中国科技部评为“1999年度中国基础科学研究十大新闻”，被中国教育部评为“1999年度中国高等学校十大科技成果”，被中国科学院《中国科技发展报告》列为1999年度中国科学家最具代表性的研究成果。

## 评价

### 学科评估
2018年，现代工程与应用科学学院在教育部第四轮学科评估中，材料科学与工程专业（又光电信息工程，新能源科学与工程，材料科学与工程三系共同参加）评分为B+，全国排名第18名，生物医学工程评分C+，全国排名第30名，分别在南京大学全校所有理工类专业学科排名中位列倒数第二与倒数第一；在南京大学所有专业中，仅好于统计学（临床医学未参评）。